# Elfrid Payton
Elfrid Payton jr. (Gretna, 22 febbraio 1994) è un cestista statunitense, professionista nella NBA.

## Carriera

### NBA (2014-)

#### Orlando Magic (2014-2018)
Dopo tre stagioni in NCAA con i Ragin' Cajuns della University of Louisiana at Lafayette (di cui l'ultima chiusa con oltre 19 punti, 6 assist e 6 rimbalzi di media), venne scelto alla 10ª chiamata del Draft NBA 2014 dai Philadelphia 76ers. Nello stesso giorno venne ceduto agli Orlando Magic in cambio di Dario Šarić. Molto simile a Rajon Rondo per caratteristiche tecniche e fisiche, come il play ex campione NBA Payton riuscì ad andare in tripla-doppia (due volte in stagione) grazie ad un'ottima abilità nel catturare rimbalzi. Payton concluse la sua stagione da rookie a 8,9 punti di media, 6,5 assist e 4,3 rimbalzi a partita. Nelle altre stagioni andò sempre oltre i 10 punti di media ma la franchigia della Florida non andò mai ai play-off.

#### Phoenix Suns (2018)
L'8 febbraio 2018 i Magic lo cedettero ai Phoenix Suns in cambio di una seconda scelta.

#### New Orleans Pelicans (2018-2019)
Il 2 luglio 2018 firma con i New Orleans Pelicans.

#### New York Knicks (2019-2021)
Il 2 luglio 2019 si accorda per firmare un biennale da 16 milioni con i New York Knicks. La firma avviene il 9 luglio.

## Statistiche

### College
| Anno      | Squadra           | PG  | PT | MP   | TC%  | 3P%  | TL%  | RP  | AP  | PRP | SP  | PP   |
| --------- | ----------------- | --- | -- | ---- | ---- | ---- | ---- | --- | --- | --- | --- | ---- |
| 2011-2012 | ULL Ragin' Cajuns | 32  | 11 | 22,7 | 44,8 | 0,0  | 56,4 | 3,6 | 3,0 | 1,2 | 0,3 | 7,2  |
| 2012-2013 | ULL Ragin' Cajuns | 33  | 33 | 35,5 | 47,5 | 32,0 | 64,3 | 5,6 | 5,5 | 2,4 | 0,6 | 15,9 |
| 2013-2014 | ULL Ragin' Cajuns | 35  | 34 | 35,9 | 50,9 | 25,9 | 60,9 | 6,0 | 5,9 | 2,3 | 0,6 | 19,2 |
| Carriera  | Carriera          | 100 | 78 | 31,6 | 48,5 | 26,8 | 61,1 | 5,1 | 4,9 | 2,0 | 0,5 | 14,3 |

### NBA

#### Regular Season
| Anno      | Squadra           | PG  | PT  | MP   | TC%  | 3P%  | TL%  | RP  | AP  | PRP | SP  | PP   |
| --------- | ----------------- | --- | --- | ---- | ---- | ---- | ---- | --- | --- | --- | --- | ---- |
| 2014-2015 | Orlando Magic     | 82  | 63  | 30,4 | 42,5 | 26,2 | 55,1 | 4,3 | 6,5 | 1,7 | 0,2 | 8,9  |
| 2015-2016 | Orlando Magic     | 73  | 69  | 29,4 | 43,6 | 32,6 | 58,9 | 3,6 | 6,4 | 1,2 | 0,3 | 10,7 |
| 2016-2017 | Orlando Magic     | 82  | 58  | 29,4 | 47,1 | 27,4 | 69,2 | 4,7 | 6,5 | 1,1 | 0,5 | 12,8 |
| 2017-2018 | Orlando Magic     | 44  | 44  | 28,6 | 52,0 | 37,3 | 63,2 | 4,0 | 6,3 | 1,5 | 0,4 | 13,0 |
| 2017-2018 | Phoenix Suns      | 19  | 19  | 29,0 | 43,5 | 20,0 | 68,5 | 5,3 | 6,2 | 1,0 | 0,3 | 11,8 |
| 2018-2019 | N.O. Pelicans     | 42  | 42  | 29,8 | 43,4 | 31,4 | 74,3 | 5,2 | 7,6 | 1,0 | 0,4 | 10,6 |
| 2019-2020 | N.Y. Knicks       | 45  | 36  | 27,7 | 43,9 | 20,3 | 57,0 | 4,7 | 7,2 | 1,6 | 0,4 | 10,0 |
| 2020-2021 | N.Y. Knicks       | 63  | 63  | 23,6 | 43,2 | 28,6 | 68,2 | 3,4 | 3,2 | 0,7 | 0,1 | 10,1 |
| 2021-2022 | Phoenix Suns      | 50  | 1   | 11,0 | 38,3 | 22,2 | 37,5 | 1,8 | 2,0 | 0,5 | 0,1 | 3,0  |
| 2024-2025 | N.O. Pelicans     | 18  | 7   | 21,6 | 36,6 | 16,7 | 57,1 | 3,7 | 8,1 | 1,0 | 0,4 | 4,4  |
| 2024-2025 | Charlotte Hornets | 6   | 2   | 20,5 | 14,3 | -    | -    | 2,2 | 3,3 | 1,0 | 0,5 | 1,0  |
| Carriera  | Carriera          | 524 | 404 | 26,5 | 44,4 | 28,6 | 62,3 | 4,0 | 5,8 | 1,2 | 0,3 | 9,8  |

#### Playoffs
| Anno     | Squadra      | PG | PT | MP  | TC%  | 3P% | TL%  | RP  | AP  | PRP | SP  | PP  |
| -------- | ------------ | -- | -- | --- | ---- | --- | ---- | --- | --- | --- | --- | --- |
| 2021     | N.Y. Knicks  | 2  | 2  | 6,5 | 0,0  | -   | 50,0 | 0,0 | 0,5 | 0,5 | 0,0 | 0,5 |
| 2022     | Phoenix Suns | 2  | 0  | 4,0 | 66,7 | -   | -    | 0,0 | 1,5 | 0,0 | 0,0 | 2,0 |
| Carriera | Carriera     | 4  | 2  | 5,3 | 25,0 | -   | 50,0 | 0,0 | 1,0 | 0,3 | 0,0 | 1,3 |

### G League
| Anno      | Squadra          | PG | PT | MP   | TC%  | 3P%  | TL%  | RP  | AP  | PRP | SP  | PP   |
| --------- | ---------------- | -- | -- | ---- | ---- | ---- | ---- | --- | --- | --- | --- | ---- |
| 2022-2023 | F.W. Mad Ants    | 10 | 4  | 20,5 | 42,4 | 28,6 | 28,6 | 3,9 | 6,0 | 1,4 | 0,6 | 7,9  |
| 2023-2024 | Indiana Mad Ants | 29 | 29 | 32,1 | 48,0 | 30,0 | 36,4 | 5,4 | 9,2 | 1,6 | 0,7 | 11,9 |
| 2024-2025 | Birm. Squadron   | 14 | 2  | 22,6 | 38,0 | 19,0 | 25,0 | 4,0 | 4,8 | 0,9 | 0,4 | 7,6  |
| Carriera  | Carriera         | 53 | 35 | 27,4 | 44,7 | 26,2 | 33,3 | 4,7 | 7,4 | 1,4 | 0,6 | 10,0 |

## Palmarès
- NBA All-Rookie First Team (2015)